# 48434 Maxbeckmann
48434 Maxbeckmann este un asteroid din centura principală de asteroizi.

## Descriere
48434 Maxbeckmann este un asteroid din centura principală de asteroizi. A fost descoperit pe 23 octombrie 1989 la Tautenburg de Freimut Börngen. Asteroidul prezintă o orbită caracterizată de o semiaxă mare de 2,66 ua, o excentricitate de 0,08 și o înclinație de 1,8° în raport cu ecliptica.